# 小行星19003
小行星19003（19003 Erinfrey）是一颗绕太阳运转的小行星，为主小行星带小行星。该小行星于2000年9月1日发现。

## 轨道参数
小行星19003的轨道半长轴为2.7980335 UA，离心率为0.08。